# 드래곤 (1999년 영화)
드래곤(Bridge Of Dragons)은 미국에서 제작된 아이삭 플로렌틴 감독의 1999년 영화이다. 돌프 룬드그렌 등이 주연으로 출연하였고 요람 바질라이 등이 제작에 참여하였다.

## 출연

### 주연
- 돌프 룬드그렌

### 조연
- 캐리 히로유키 타카와
- 주가령
- 게리 허드슨
- 스콧 L. 슈왈츠

## 제작진
- 미술: 데이비드 바로드
- 의상: 소니아 데스포토바
- 배역: 앤 헨더슨